# Этав-э-Бокьо
Эта́в-э-Бокьо́ (фр. Étaves-et-Bocquiaux) — коммуна во Франции, находится в регионе Пикардия. Департамент коммуны — Эна. Входит в состав кантона Боэн-ан-Вермандуа. Округ коммуны — Сен-Кантен.
Код INSEE коммуны — 02293.

## Население
Население коммуны на 2010 год составляло 556 человек.
| 1962 | 1968 | 1975 | 1982 | 1990 | 1999 | 2010 |
| ---- | ---- | ---- | ---- | ---- | ---- | ---- |
| 720  | 700  | 672  | 634  | 604  | 584  | 556  |

## Экономика
В 2010 году среди 333 человек трудоспособного возраста (15—64 лет) 237 были экономически активными, 96 — неактивными (показатель активности — 71,2 %, в 1999 году было 66,3 %). Из 237 активных жителей работали 206 человек (120 мужчин и 86 женщин), безработных было 31 (11 мужчин и 20 женщин). Среди 96 неактивных 24 человека были учениками или студентами, 41 — пенсионерами, 31 были неактивными по другим причинам.